# Тондерн (повіт)
То́ндерн, або То́ндернський пові́т (нім. Kreis Tondern) — земельний повіт у Пруссії (1867—1871) та Німеччині (1871—1970). Повітовий центр — Тондерн. Розташовувався у Північному Шлезвігу (нині — південна частина Данії, північ Німеччини). Перебував у складі Шлезвіг-Гольштейської провінції (1867—1946) і Шлезвіг-Гольштейнської землі (1946—1970). Створений 1867 року на основі управління і міста Тондерн як повіт. Входив до Шлезвізької урядової округи. Площа — 971 км² (1910). Населення — 59.317 осіб (1910). Після поразки Німеччини у Першій Світовій війні більша частина повіту, включно з повітовим центром, відійшла Данії 1920 року за підсумками плебісциту. Решта повіту реорганізована у повіт Південний Тондерн з центром у Нібюлі. У складі повіту перебувало 75 громад. Площа — 856,94 км² (1968). Населення — 72.200 осіб (1968). 26 квітня 1970 року увійшов до складу новоутвореного повіту Північна Фризія.

## Назва
- То́ндерн, або То́ндернський пові́т (нім. Kreis Tondern) — назва у 1867—1920 роках.
- Півде́нний То́ндерн, або Півде́нно-То́ндернський пові́т (нім. Kreis Südtondern) — назва у 1867—1920 роках.

## Історія
- 1868: створено повіт у складі Королівства Пруссія, Шлезвіг-Гольштейнська провінція, Шлезвігський урядовий округ.
- з 1871: Німецька імперія
- з 1918: Республіка

- Після поразки Німеччини у Першій Світовій війні країна уклала Версальський договір від 28 червня 1919 року, який вимагав провести на території Шлезвігу плебісцит населення про приналежність до Данії. 10 лютого 1920 року, під наглядом спостерігачів від представників Антанти, відбувся плебісцит у Північному Шлезвігу, так званій Зоні І, до якої входили північні райони Тондернського повіту. 14 березня того ж року такий самий плебісцит пройшов у Центральному Шлезвігу, так званій Зоні ІІ, до якої відносилися південні райони повіту й повітовий центр — місто Тондерн. Згідно з результатами голосування більшість населення північних районів — 59,1% (10.223 особи) висловилися за входження до складу Данії, в той час як південні райони (87,9%, 17.283 особи) і тондернці (76,5%, 2.448 осіб) виявили бажання лишитися в Німеччині[1]. 15 червня того ж року весь Північний Шлезвіг, включно із північними районами Тондернського повіту, перейшов під данський контроль[1]. Волевиявлення тондернців проігнорували — місто також передали Данії. Південну частину повіту залишили Німеччині, яка реорганізувала його повіт Південний Тондерн з центром у місті Нібюль.
- 26 квітня 1970: увійшов до складу новоутвореного повіту Північна Фризія.

## Населення
| Рік  | Осіб   | Лютерани      | Католики   | Інші християни | Юдеї       |
| ---- | ------ | ------------- | ---------- | -------------- | ---------- |
| 1890 | 55.067 | —             | 89 (0,2%)  | —              | 20 (0,04%) |
| 1900 | 56.561 | 56.325 (100%) | 120 (0,2%) | —              | —          |
| 1910 | 59.317 | 58.838 (99%)  | 279 (0,5%) | —              | —          |
| 1925 | 35.813 | 35.226 (98%)  | 333 (0,9%) | 5 (0,01%)      | 20 (0,06%) |
| 1933 | 37.282 | 36.518 (98%)  | 381 (1%)   | 11 (0,03%)     | 18 (0,05%) |
| 1939 | 42.970 | 36.518 (94%)  | 985 (2,3%) | 66 (0,03%)     | 0          |
| 1950 | 71.873 | —             | —          | —              | —          |
| 1960 | 59.600 | —             | —          | —              | —          |
| 1968 | 72.200 | —             | —          | —              | —          |

## Влада

### Вибори до Рейхстагу

#### 1907—1912
Відсотки голосів на виборах до Рейхстагу за виборчим округом Тондерн-Гузум—Айдерштедт:
| Партія                     | 1907   | 1912   |
| -------------------------- | ------ | ------ |
| Землеробський союз         | —      | 10,7 % |
| Націонал-ліберальна партія | 42,9 % | 38,4 % |
| Вільнодумна народна партія | 36,4 % | —      |
| Прогресивна народна партія | —      | 30,9 % |
| Партія Центру              | 0,2 %  | —      |
| Соціал-демократична партія | 10,8 % | 10,4 % |
| Данська партія             | 9,6 %  | 9,6 %  |
| Інші                       | 0,1 %  | 0,0 %  |

#### 1933
Відсотки голосів на виборах 5 березня 1933 року до Рейхстагу за Південно-Тондерським повітовим виборчим округом :
- Явка — 86,3 %; Проголосували — 19.587 особа (100%).

| Партія                                  | 1933 (голоси) |
| --------------------------------------- | ------------- |
| НСДАП                                   | 14.393 (73%)  |
| Чорно-біло-червоний фронт (ННП)         | 1.930 (10%)   |
| Соціал-демократична партія              | 1.875 (10%)   |
| Комуністична партія                     | 640 (3%)      |
| Німецька народна партія                 | 530 (3%)      |
| Християнсько-соціальне народне служіння | 113 (1%)      |
| Німецька державна партія                | 77 (0,39%)    |
| Партія Центру                           | 47 (0,24%)    |
| Німецька селянська партія               | 7 (0,04%)     |
| Німецька гановерська партія             | —             |
| Інші                                    | 2 (0,01%)     |

## Громади
- Гейєр
- Тендер

## Герб
У червоному щиті, перетятому в основі синьо-срібними хвилями, стоїть золотий маяк, із вікон якого сяють обабіч срібні промені світла.